# Elmar Treptow
Elmar Treptow (* 17. Mai 1937 in Hohenseeden) ist ein deutscher Philosoph und emeritierter Professor der Ludwig-Maximilians-Universität München. 

## Leben
Nach dem Abitur an der Meldorfer Gelehrtenschule studierte Treptow Philosophie und Klassische Philologie an den Universitäten Münster, Hamburg und München. Nach Promotion und Habilitation 1971 mit einer Schrift zu Georg Wilhelm Friedrich Hegel und den Junghegelianern lehrte Treptow an der Ludwig-Maximilians-Universität. Treptows Interesse gilt seit dem Beginn seiner Lehrtätigkeit der materialistischen Philosophie von Karl Marx und der Marxistischen Philosophie. 1981 gehörte Treptow zu den Mitbegründern der Zeitschrift Widerspruch – Münchner Zeitschrift für Philosophie. 
Seit einigen Jahren beschäftigt sich Treptow mit dem Thema der Ökologischen Naturästhetik. Zu seinen weiteren Interessengebieten zählt die Geschichte der Philosophie sowie Chinesische Philosophie und Indische Philosophie.
Seit 2002 ist Treptow im Ruhestand und leitet in dieser Eigenschaft weiterhin Lehrveranstaltungen.
Treptow ist Vater zweier Söhne und verheiratet.

## Werke (Auswahl)
- Der Zusammenhang zwischen der Metaphysik und der zweiten Analytik des Aristoteles. Pustet, München/Salzburg 1966 (= Dissertation Universität München).

- Theorie und Praxis bei Hegel und den Junghegelianern. Habilitationsschrift 1971.
- Aspekte zu Epikur, Lukács, Habermas. Verlag Uni-Druck, München 1978, ISBN 3-87821-160-0.
- Die Entfremdungstheorie bei Karl Marx (unter besonderer Berücksichtigung des Spätwerks). Verlag Uni-Druck, München 1978, ISBN 3-87821-159-7.
- Marx-Engels-Begriffslexikon. Mit Konrad Lotter und Reinhard Meiners. Beck, München 1984, ISBN 3-406-09273-X.
- Die erhabene Natur. Entwurf einer ökologischen Ästhetik. Königshausen und Neumann, Würzburg 2001, ISBN  3-8260-1938-5.
- Das Marx-Engels-Lexikon. Mit Konrad Lotter und Reinhard Meiners. PapyRossa, Köln 2006, ISBN  978-3-89438-348-0.
- Die widersprüchliche Gerechtigkeit im Kapitalismus. Eine philosophisch-ökonomische Kritik. Weidler, Berlin 2012, ISBN 978-3-89693-559-5.